# 錢貢
錢貢（？—？），字時庸，浙江嘉興府桐鄉縣人，明朝政治人物。

## 生平
嘉靖十九年（1540年）庚子科浙江鄉試第七十九名舉人。嘉靖四十一年（1562年）中式壬戌科會試第一百五十六名，三甲第六十九名進士。授江西新建縣知縣，官至刑部郎中。

## 家族
曾祖錢達，壽官；祖父錢瑛；父錢泰，母沈氏。慈侍下。
子錢夢得，萬曆進士，官至河南巡撫。